# Saori Takahashi
Saori Takahashi (高橋 沙織?, Takahashi Saori; Kitakami, 9 dicembre 1992) è una pallavolista giapponese.
Gioca nel ruolo di schiacciatrice nelle Queenseis Kariya.

## Carriera
La carriera di Saori Takahashi inizia a livello scolastico, con la formazione del Liceo Femminile Marioka. Diventa professionista debuttando in V.Challenge League nella stagione 2011-12 con l'Hitachi Rivale, centrando la promozione in V.Premier League al termine del campionato 2012-13, nel quale viene anche premiata come miglior spirito combattivo del torneo; nel 2013 riceve le prime chiamate nella nazionale giapponese, esordendo al Montreux Volley Masters, per poi vincere la medaglia di bronzo al campionato mondiale under 23.
Nella stagione 2014-15 passa alle Toyota Queenseis.

## Palmarès

### Nazionale (competizioni minori)
- Campionato mondiale under 23 2013

### Premi individuali
- 2013 - V.Challenge League giapponese: Miglior spirito combattivo